# Social-Media-Strategie
Eine Social-Media-Strategie ist ein langfristig gültiger Plan, der unter Berücksichtigung der verfügbaren Mittel und Ressourcen als Basis für das Social Media Marketing einer Organisation (bspw. Unternehmen, Parteien, Non-Profit-Organisation) oder Einzelperson dient. Dabei werden Social-Media-Plattformen dahingehend genutzt, dass Marketing-Ziele erreicht werden. Social-Media-Dienste wie Facebook, Instagram und Twitter, aber auch Pinterest, Snapchat und TikTok vereinfachen diese Marketing-Tätigkeiten bspw. durch die Bereitstellung dedizierter Services wie etwa Facebook-Seiten für Unternehmen, Planungs- und Analysefunktionen, Werbeplattformen oder auch Programmierschnittstellen für Social-Media-Tools.

## Das POST-Modell
Die erste praxisnahe Beschreibung einer Social-Media-Strategie wurde im Buch Groundswell von zwei Analysten bei Forrester Research, Charlene Li und Josh Bernoff, veröffentlicht. Es erschien 2008 bei Harvard Business Press. Die Autoren beschäftigten sich darin mit der Frage, wie Organisationen die Vorteile der Social-Media-Technologien nutzen können, gaben Handlungsempfehlungen und zeigten Praxisbeispiele auf. Eine überarbeitete Ausgabe des Buches kam zuletzt 2011 heraus. 
Kern des Buches Groundswell ist das POST-Modell, das ein Framework für die Entwicklung einer tragfähigen Social-Media-Strategie bereitstellt. POST ist ein Akronym und steht für:
- People (Zielgruppen)
- Objectives (Ziele)
- Strategy (strategischer Weg zum Ziel)
- Technology (Technologie)

Bei der Entwicklung einer Social-Media-Strategie geht man nun einfach der Reihe nach vor: Zunächst definiert die Organisation ihre Zielgruppen oder Personas, dann die mit Social-Media-Marketing zu erreichenden Ziele, anschließend werden Maßnahmen zur Zielerreichung beschrieben und schließlich die dafür benötigte Technologie ausgewählt, was auch die Auswahl der Social-Media-Plattformen beinhaltet, auf denen sich einerseits die Zielgruppe befindet und die andererseits die für das Social Media Marketing benötigten Funktionen bieten.

## Das APOSTEL-Modell
Das POST-Modell funktioniert auch heute noch gut, hat jedoch aufgrund seines Alters Schwächen. Bei Erscheinen des Buches Groundswell war Social Media im Marketing-Mix kaum präsent; Facebook war gerade einmal vier Jahre zuvor gegründet worden. Instagram etwa existierte noch nicht einmal. So erweiterte Felix Beilharz das Modell 2013 um drei weitere Bereiche zum APOSTEL-Modell:
- Analysis (Analyse der Ausgangslage)
- People (Zielgruppen)
- Objectives (Ziele)
- Strategy (strategischer Weg zum Ziel)
- Technology (Technologie)
- Evaluation (Erfolgsmessung)
- Long-term Engagement (Nachhaltigkeit)

Durch diese Erweiterung beginnt die Entwicklung einer Social-Media-Strategie bei der Analyse des bestehenden Online-Marketing-Auftritts und des Marktumfelds, bevor die Zielgruppen definiert werden. Nach Abschluss der Auswahl der Plattformen schließt sich eine Erfolgsmessung über sinnvolle Leistungskennzahlen an, um die Zielerreichung zu prüfen. Abschließend schlägt Beilharz vor, die durch die Social-Media-Arbeit aufgebaute Community in langfristige und damit für die Organisation wertvolle Kontakte umzuwandeln.

### Analysis: Analyse der Ausgangslage
Bei der Analyse der Ausgangslage finden besonders die folgenden Elemente Berücksichtigung:
- Analyse allgemeiner Faktoren und Trends
- Analyse des Marktes
- Analyse der Organisation

Hierbei kommt häufig das Mittel der SWOT-Analyse zum Einsatz.

### People: Zielgruppen
Marketingmaßnahmen erweisen sich besonders dann als erfolgreich, wenn gezielt bestimmte Personengruppen angesprochen werden (Targeting). Social-Media-Plattformen stellen hierfür besondere Funktionen bereit, etwa die Custom Audience oder die Lookalike Audience genannten Zielgruppentypen bei Facebook und Instagram.

### Objectives: Ziele
Der Bundesverband Digitale Wirtschaft hat sieben generelle strategische Ziele definiert, die mittels Social-Media-Marketing sinnvoll verfolgt werden können:
- Kundengewinnung
- Kundenbindung
- Verbesserung von Prozessen
- Mitarbeitergewinnung
- Mitarbeiterbindung
- Akzeptanz in der Öffentlichkeit/Krisenfestigkeit
- Ermöglichung der Finanzierung

Die Ziele, die eine Organisation sich für ihr Social-Media-Marketing gibt, sollten SMART formuliert sein, um eine Verbindlichkeit einerseits und andererseits die Grundlage für die Erfolgsmessung zu schaffen.

### Strategy: strategischer Weg zum Ziel
Um die in der Social-Media-Strategie niedergelegten Ziele operativ erfüllen zu können, werden dazu passende Maßnahmen definiert. Dabei wird oft auf einen Sales Funnel nach dem AIDA-Modell zurückgegriffen, das jedoch im dialogorientierten Marketing des Social Webs nur noch schlecht funktioniert und zudem auf der Fehlannahme eines monokausalen Reiz-Reaktions-Modells beruht, das besagt, dass ein bestimmter Reiz eine bestimmte Reaktion auslöse. Als besser zu Social Media passende Alternative zum AIDA-Modell wird daher oft auf das komplexere NAITDASE-Modell zurückgegriffen. Dieses Modell hat nicht primär den Verkauf eines Produkts zum Ziel, sondern eine langfristige und nachhaltige Kundenbeziehung, die auf beiderseitigem Vertrauen und Kundenzufriedenheit basiert. Es stellt daher im Kontrast zum AIDA-Modell die Interessen des potenziellen Kunden in den Mittelpunkt statt die Verkaufsabsicht des Anbieters.
Ebenfalls zum strategischen Weg zählt die Planung des Ressourceneinsatzes. Hier wird zwischen menschlichen Ressourcen, technologischen Ressourcen und finanziellen Ressourcen unterschieden.

### Technology: Technologie
Im Bereich der Technologie schließlich wählt die Organisation die passenden Plattformen. Dabei ist zu beachten, dass sich einerseits die anzusprechende Zielgruppe auf der gewählten Plattform aufhält und andererseits die Ziele mit den definierten Maßnahmen verfolgt werden können.

### Evaluation: Erfolgsmessung
Erfolg wird nicht durch das Ablesen von einfachen Metriken wie die Anzahl der Follower oder die Größe der Reichweite gemessen, sondern durch Leistungskennzahlen (KPI) ermittelt. Je nach verfolgtem Ziel können das unterschiedliche Kennzahlen sein, die üblicherweise Relationen von Metriken zu anderen Werten darstellen, etwa die Interaktionsrate oder die Conversion Rate.

### Long-term Engagement: Nachhaltigkeit
Abschließend wird festgelegt, auf welchem Wege die durch die Marketing-Maßnahmen gewonnenen Follower langfristig an den Social-Media-Auftritt der Organisation gebunden und zur Interaktion gebracht werden kann. Ebenso wichtig ist die Frage, ob bspw. neue Follower in andere Marketingkanäle der Organisation überführt werden können, etwa in einen Newsletter oder in das CRM-Tool.